# Valentin Echavarria Almanza
Valentin Echavarria Almanza (Pachuca, Hidalgo; 19 de diciembre de 1960) expresidente del Tribunal Superior de Justicia y del Consejo de la Judicatura del Poder Judicial del Estado de Hidalgo.

## Biografía
Nació en Pachuca de Soto, Hgo., el 19 de diciembre de 1960. Es Licenciado en Derecho, egresado de la Universidad Autónoma del Estado de Hidalgo, obteniendo su título en modalidad automática por haber alcanzado el promedio general de 9.62, en marzo de 1983.
Estudió las especialidades en Derecho Civil, Derecho Mercantil, Derecho de Amparo y Derecho Procesal Civil y Mercantil en la Universidad Panamericana de la Ciudad de México. 
También cursó una especialización Judicial en el Instituto de la Judicatura del Poder Judicial de la Federación, Delegación Hidalgo, de abril de 1998 a abril de 1999 (primera generación).
Tiene diplomados en Administración de Justicia, Juicio Ejecutivo Mercantil y Derecho Mercantil.
Se ha desempeñado como catedrático en la Universidad Científica Latinoamericana de Hidalgo, impartiendo las materias de Derecho Mercantil I y II, Derecho Familiar y Filosofía del Derecho. Asimismo, ha sido docente en la Universidad Autónoma de Hidalgo, dando clases de la asignatura de Derecho Sucesorio, en el Instituto de Ciencias Sociales y Humanidades (ICSHu).

## Carrera Judicial
Fue Secretario de Acuerdos de septiembre de 1981 a marzo de 1986 en los Juzgados de Mixquiahuala (secretario y actuario), Tulancingo, Segundo Civil de Pachuca, Sala Civil y Familiar, Juzgado Primero Penal de Pachuca (en función de Juez por Ministerio de Ley), y Juzgado Mixto de Tenango de Doria (en función de Juez por Ministerio de Ley).
Fue Juez de Primera Instancia de abril de 1986 a 1998 en los siguientes distritos judiciales: Tenango de Doria y Huejutla. De igual forma se desempeñó como Juez en los juzgados: Primero Penal de Pachuca, Primero Civil y Familiar de Tulancingo y Tercero Civil de Pachuca.
Fue Juez mixto de Primera Instancia en Tenango de Doria. 
Fungió como Notario Público por receptoría.
De abril de 2008 a marzo de 2009 fue nombrado magistrado de la Primera Sala Civil y Familiar del Tribunal Superior de Justicia del Estado de Hidalgo, a propuesta del exgobernador Jesús Murillo Karam.
Posteriormente en agosto de 2001 se integró a la Segunda Sala Civil y Familiar del Tribunal en comento, a propuesta el exgobernador Manuel Ángel Nuñez Soto. En agosto de 2005 fue cambiado de adscripción a la Primera Sala Civil y Familiar, y electo Presidente de la misma hasta el mes de abril de 2010.
En septiembre de 2007 fue reelecto como magistrado, a propuesta del exgobernador Miguel Ángel Osorio Chong.
El 28 de abril de 2010 durante sesión de Pleno fue elegido presidente del Tribunal Superior de Justicia y del Consejo de la Judicatura del Poder Judicial del Estado de Hidalgo, por un periodo de 4 años.
En la Administración Pública Estatal ha sido director general de Asuntos Jurídicos de Gobierno del Estado. 
En el Poder Judicial de la Federación fue secretario Interino del Tercero y Cuarto Tribunal Colegiado del Vigésimo Segundo Circuito.
En el estado de Hidalgo participó en la Comisión de Redacción y Elaboración de los ordenamientos de la Ley para la Familia, el Código de Procedimientos Familiares, el anteproyecto del Código de Procedimientos Civiles y la Ley Orgánica del Poder Judicial de la entidad.
Actualmente es Coordinador de la Comisión Interinstitucional para la Reforma Integral del Sistema de Justicia Penal del estado de Hidalgo. 
En el Congreso Nacional de la Comisión Nacional de Tribunales Superiores de Justicia de los Estados Unidos Mexicanos (CONATRIB) celebrado en Villahermosa, Tabasco en octubre de 2011, fue elegido Primer Vocal de la Mesa Directiva, como representante de la zona centro del país; además fue nombrado Presidente de la Comisión de Planeación del mismo Organismo.
Es Vocal del Comité Técnico Especializado de Información de Impartición de Justicia de la CONATRIB ante el INEGI.